# Codringtonia codringtonii
Codringtonia codringtonii – gatunek płucodysznego ślimaka lądowego z rodziny ślimakowatych (Helicidae), występujący endemicznie na półwyspie Peloponez w Grecji.
Ma dość płaską muszlę o wymiarach 23–34 × 38–51 mm i barwie od jasnoczerwonawej do ciemnobrązowawej z wyraźnymi, promienistymi liniami. Zamieszkuje najczęściej szczeliny w dużych głazach.